# Euphlyctis ghoshi
Euphlyctis ghoshi és una espècie de granota que es troba a Àsia.